# 오피스 레이디

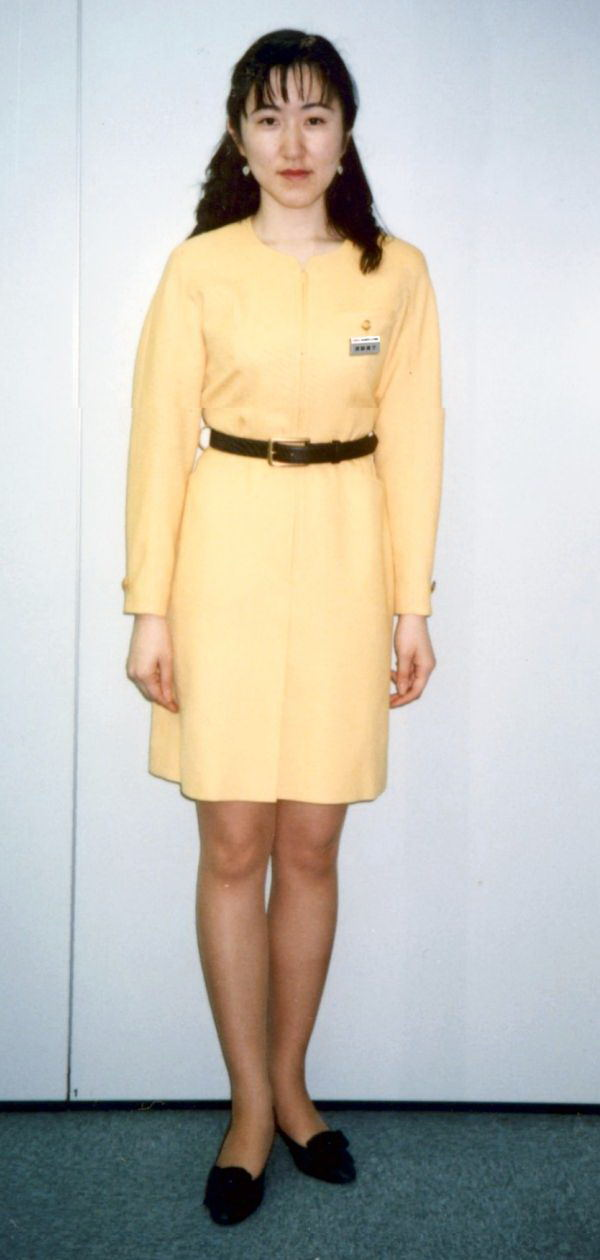
오피스 레이디

오피스 레이디(Office Lady), 줄여서 오에루(オーエル, OL)는 결혼하지 않은 채 여성이 이전부터 전통적으로 종사하는 업무를 하거나 비서 등으로 일하는 일본의 젊은 여성을 지칭하는 말이다.
결혼하지 않은 많은 사람들처럼, OL도 마찬가지로 부모의 지원을 받아 대학 혹은 고등학교를 졸업한 뒤 자립해서 살아간다. 오피스 레이디들은 비록 그들의 하는 일이 판촉이나 작은 업무라도 주로 풀타임으로 일하는 정식 직원이 많다. OL 간에도 무언의 기대로서 OL이 결혼했을 경우에는 그 직장을 그만두는 것을 무언의 규칙으로 한다.
일본 문화의 영향을 받아, 이 용어는 현재 홍콩에서도 쓰이고 있다.

## 역사
OL들이 크게 인식이 커진 건 2차 세계 대전 이후 회사의 확장의 이유가 크다. 오피스 레이디는 처음에는 "BG"라고 불렸다 (Business Girls의 약어). 하지만, 후에 매춘부를 뜻하는 영어 "Bargirls"의 준말 역시 "B-Girl"을 영어권 사람들이 유사한 두문어로서 사용하고 있다는 것을 안 뒤에 사용하지 않았다. 조세이 지신이라는 여성 잡지에 사무직에 종사하는 여성을 지칭하는 좀 더 좋은 어감의 단어를 찾아보자고 투고한 것이 OL이었고 1963년 표제어로서 선정되었다.
1980년대, OL의 범위는 대부분의 일하는 모든 여성을 지칭하며, 현재 OL은 평균 일본 직장에 1/3의 해당하는 영향을 끼친다.

## 같이 보기
- 샐러리 맨

## 참고 문헌
1. ↑  Cherry, Kittredge. "Office Flowers Bloom: Work Outside the Home" (paperback). Womansword: What Japanese Words Say about Women (First mass market edition, 1991 ed.). 17-14 Otowa 1-chrome, Bunkyo-ku, Tokyo 112: Kodansha International Ltd.. p. 103. ISBN 4-7700-1655-7.